# Stigmella tranocrossa
Stigmella tranocrossa là một loài bướm đêm thuộc họ Nepticulidae. Nó là loài duy nhất được tìm thấy ở Hokkaido in Nhật Bản.
There are probably two or more generations per year since adults occur in tháng 7 từ tháng 9 đến tháng 10.
Ấu trùng ăn Populus nigra. Chúng ăn lá nơi chúng làm tổ. 